# Curtara variegata
Curtara variegata är en insektsart som beskrevs av Henry Fairfield Osborn 1938. Curtara variegata ingår i släktet Curtara och familjen dvärgstritar. Inga underarter finns listade i Catalogue of Life.